# NGC 7019
NGC 7019 ist eine Balken-Spiralgalaxie mit ausgedehnten Sternentstehungsgebieten vom Hubble-Typ SBb im Sternbild Steinbock auf der Ekliptik. Sie ist schätzungsweise 502 Millionen Lichtjahre von der Milchstraße entfernt und hat einen Durchmesser von etwa 90.000 Lj.
Das Objekt wurde im Jahr 1886 von Francis Preserved Leavenworth entdeckt.